# Pollyanna McIntosh
Pollyanna McIntosh (Dunbartonshire, Escocia, 15 de marzo de 1979) es una actriz y modelo escocesa, más conocida por sus papeles en las películas Exam (2009), The Woman (2011), Filth (2013) y Let Us Prey (2014). Interpreta a Jadis en la serie de AMC The Walking Dead.

## Biografía
Debutó como actriz a la edad de dieciséis años, apareciendo en cine independiente en Londres, y en teatro como actriz y directora. En 2004 se mudó a Los Ángeles y dirigió la producción teatral The Woolgatherer con Anne Dudek y Dyan David Fisher. En 2005 recibió su primer papel en la película Headspace. En 2009 protagonizó la película Exam, que le valió unas nominaciones a los Premios BAFTA y a los Premios del Cine Independiente Británico. En 2011 protagonizó The Woman, que fue nominada a "mejor actriz" en los Premios Fangoria Chainsaw. Actualmente interpreta a una antagonista llamada Jadis, líder de una comunidad que habita en un basurero, en la serie de AMC The Walking Dead. Ella también tiene una carrera en el modelaje.
McIntosh se casó con el actor Grant Show en 2004. Se divorciaron en 2011.

## Filmografía

### Cine
| Año       | Título                              | Papel                    | Notas                 |
| --------- | ----------------------------------- | ------------------------ | --------------------- |
| 2005      | Headspace                           | Stacy                    | Debut                 |
| 2007      | 9 Lives of Mara                     | Mara/Maria               |                       |
| 2007      | Bats 2: human harvest               | Katya                    |                       |
| 2007      | Sex and Death 101                   | Thumper (# 64)           |                       |
| 2009      | All Ages Night                      | Varela                   |                       |
| 2009      | Exam                                | Morena                   |                       |
| 2009      | Land of the Lost                    | Mujer pakuni             |                       |
| 2009      | Offspring                           | La mujer                 |                       |
| 2010      | Burke and Hare                      | Maria                    |                       |
| 2011      | The Woman                           | La mujer                 | Secuela de Offspring  |
| 2012      | I Do                                | Catherine                |                       |
| 2012      | The Famous Joe Project              | Nova                     |                       |
| 2012      | Prevertere                          |                          |                       |
| 2012      | Carlos Spills the Beans             | Hot Girl                 |                       |
| 2013      | Blue Dream                          | Amanda                   |                       |
| 2013      | Noise Matters                       | Rose                     |                       |
| 2013      | Love Eternal                        | Naomi Clarke             |                       |
| 2013      | Filth                               | Size Queen               |                       |
| 2013      | Who Does Not Want The Thing         | Missis Terrier           |                       |
| 2014      | Let Us Prey                         |                          |                       |
| 2014      | The Blood Lands                     | Sarah                    |                       |
| 2015      | Tales of Halloween                  | Bobbie                   | Segmento: "Ding Dong" |
| 2016      | Native                              |                          |                       |
| 2017-2018 | The Walking Dead                    | Jadis Stokes / Anne      | 15 episodios          |
| 2019      | Lodge 49                            | Clara                    | 7 episodios           |
| 2019      | Darlin'                             | La mujer                 | Secuela de The Woman  |
| 2020      | Chilling Adventures of Sabrina      | Metatron                 | 1 episodio            |
| 2021      | The Walking Dead: World Beyond      | Jadis Stokes             | 6 episodios           |
| 2022-2024 | Vikings: Valhalla                   | Aelfgifu Aelfhelmsdotter | 7 episodios           |
| 2024      | The Walking Dead: The Ones Who Live | Jadis Stokes             | 3 episodios           |